# Among the Prey
Among the Prey ist eine finnische Metalcore- und Melodic-Death-Metal-Band aus Jyväskylä, die 2013 gegründet wurde.

## Geschichte
Die Band wurde 2013 von dem Gitarristen, Sänger und Bassisten Iiro Kuntsi gegründet. Kurze Zeit später stieß sein Freund Atte Palokangas als Schlagzeuger hinzu und sie begaben sich ins Studio. Als Resultat entstand 2014 das Demo My Demons, das aus dem Titellied sowie dem Song This Time besteht. Nachdem die Band einen Plattenvertrag bei Inverse Records unterzeichnet hatte, erschien 2016 das Debütalbum Only for the Blinded Eyes. Dieses weist Kuntsi als Sänger und Gitarrist, den Schlagzeuger Palokangas sowie den Bassisten Toni Keskinen und den Gitarristen Joni Laine als Besetzung aus.

## Stil
Reini von stormbringer.at schrieb in seiner Rezension zu My Demons, dass hierauf eine gewöhnliche Mischung aus Thrash Metal und Metalcore zu hören ist. Der Gesang klinge monoton und man könne ihn weder dem Death Metal noch dem Metalcore zuordnen. Tobias Dahs von Powermetal.de ordnete die Band in seiner Rezension zu Only for the Blinded Eyes dem Melodic Death Metal zu. Das Lied Smile erinnere durch die Rhythmusgitarren an Djent-Bands, sodass die Gruppe hier vielmehr wie Meshuggah als At the Gates klinge. Auch die Growls und Shouts würden Erinnerungen an den Meshuggah-Frontmann Jens Kidman wachrufen. In den folgenden Songs sei die Band mal melodischer, mal näher am typischen Death Metal dran. Andriana von pigsquealsandbreakdowns.com rezensierte das Album ebenfalls. Die Band spiele Melodic Death Metal und kombiniere klassischen Metalcore mit melodischen Riffs. Der Gesang und auch teilweise der Gitarrenklang würden an Threat Signal oder, was die Gitarren betrifft, an Bleeding Through erinnern. Auch mache die Gruppe gelegentlich von Breakdowns Gebrauch. Auch verarbeitet die Gruppe gelegentlich Groove-Metal-Einflüsse.

## Diskografie
- 2014: My Demons (Demo, Eigenveröffentlichung)
- 2016: Only for the Blinded Eyes (Album, Inverse Records)